# 扎下镇
扎下镇，是中华人民共和国江苏省宿迁市沭阳县下辖的一个乡镇级行政单位。

## 行政区划
扎下镇下辖以下地区：
沙巷社区、分水社区、明庄村、卢巷村、周沟村、银山村、顺河村、沈魏村、仲大庄村、朱家庄村、胡道口村、冯徐村和丁庙村。